# 国际紧急经济权力法
国际紧急经济权力法（英語：International Emergency Economic Powers Act，缩写：IEEPA，美國聯邦公法第95–223號，91 Stat. 1626，1977年10月28日頒佈），是一项美国联邦法律，授权总统宣布国家紧急状态后规范商业的权力，以应对外国的任何异常状况或特殊威胁。该法案于1977年12月28日由美国第95届国会会议通过，并由吉米·卡特总统签署。2018－2019年中美贸易战期间，美国总统特朗普称将援引该法要求驻华企业离开中国。